# 黄大铁路
黄大铁路，又称黄大线，是环渤海地区一条以煤炭运输为主的铁路。线路北起朔黄铁路黄骅南站，向东南经河北省沧州市、山东省滨州市、东营市、潍坊市，终至大莱龙铁路大家洼站。线路全长207.68公里，其中山东省境内169.58公里。
该铁路预计总投资111.44亿元，由神华集团（现并入国家能源集团）、中石化、山东省及地方（滨州、东营、潍坊）共同投资成立黄大铁路有限责任公司进行建设，其中神华旗下的朔黄铁路发展公司投资75%。管理公司及机务段设在东营。
黄大线向北与黄万线、向东南与大莱龙线和龙烟线共同构成了环渤海铁路的一部分，是全国“八纵八横”铁路运输主通道之一的沿海通道的辅助通道。同时，黄大线北接“煤运北通道”中的朔黄线，向南可通过滨沾线、淄东线、益羊线与胶济线相通，起到该区域铁路网的南北向联络作用。

## 线路
线路等级为国铁I级、单线电气化，预留双线电化条件。年运量设计为货运量近期3197万吨、远期4752万吨。

## 历史
2003年7月，由国家发展改革委批复项目建议书，并被国务院批准正式列入《中长期铁路网规划》。
2013年9月5日，国家发改委下发《关于新建黄骅南至大家洼铁路项目核准的批复》，总投资111.44亿元，其中资本金为50%，建设总工期36个月。同年12月26日，黄大铁路公司正式成立，2014年3月21日在东营市完成公司工商注册登记，注册资本金55.72亿元人民币。
2014年9月13日，神华黄大铁路项目在山东省东营市组织召开开工动员大会，标志着项目正式开工。
2016年9月8日，黄大铁路黄河特大桥主桥工程全部完工，主桥全长960米，为黄大铁路唯一的重难点控制性工程。
2017年5月18日，黄大铁路开始全线铺架施工。2019年10月16日，黄大铁路山东段铺通。
2020年3月20日，黄大铁路河北段举行全面开工仪式。10月28日13时18分，最后一根25米长轨排顺利铺设到黄骅南站设计位置，标志着黄大铁路正线全线铺通。12月6日，铁路全线送电。12月26日11时55分，18001次万吨重载列车从黄骅南站驶出，标志着黄大铁路全线开通运营。
2022年8月30日，黄大铁路羊口站至益羊铁路大家洼站直通工程正式开通，实现了黄大铁路与龙口港海铁联运的便捷连接。